# 民族植物学

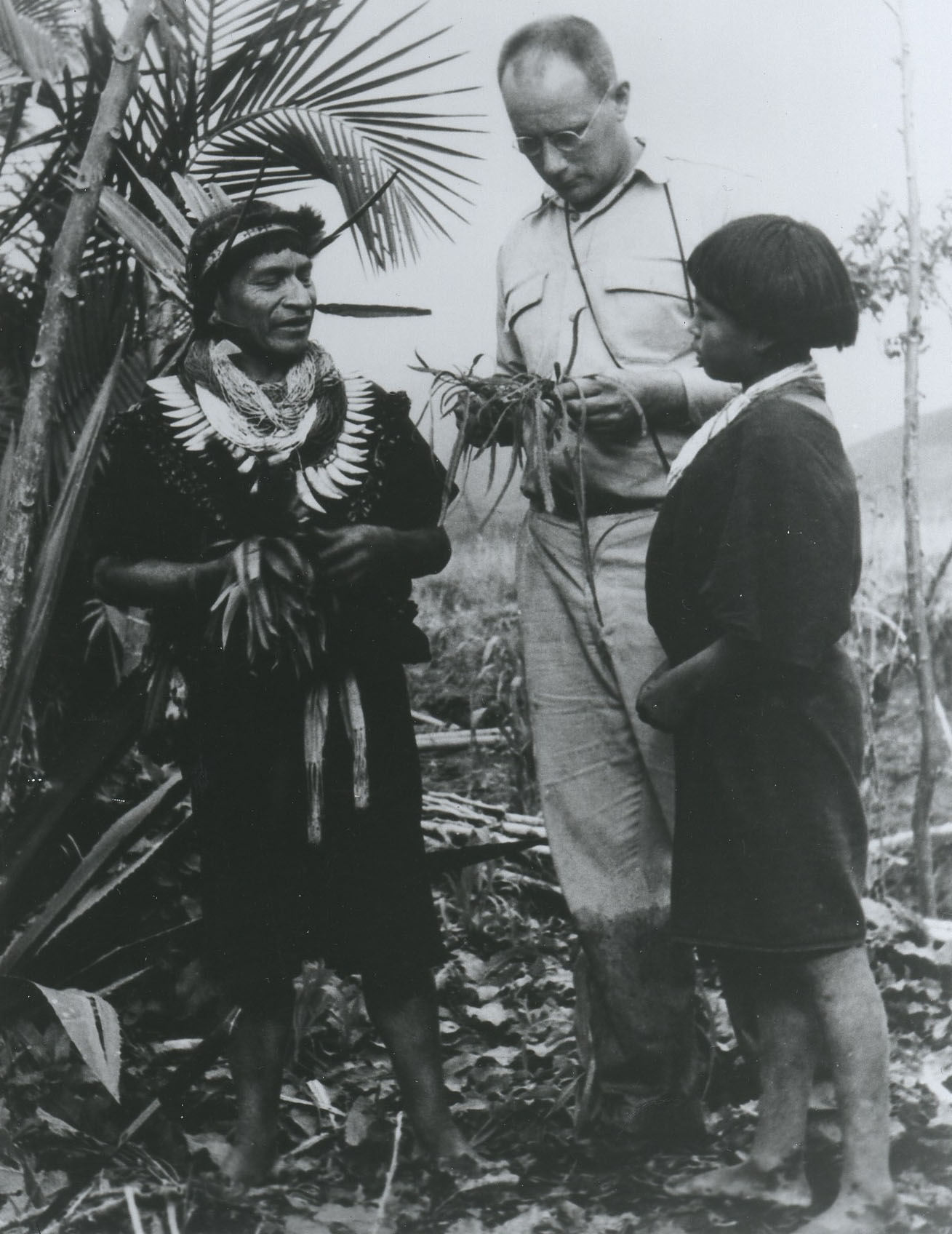
民族植物学者がブラジル原住民を調査中。

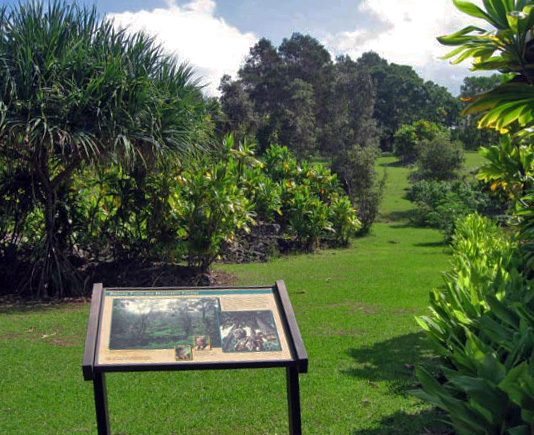
民族植物学専門の植物園も始まっている（ハワイ民族植物園で）。

民族植物学 (みんぞくしょくぶつがく、英語: Ethnobotany)は植物と人間の文化の相互関係を研究する学問分野である。アメリカ合衆国の植物学者John W. Harshbergerが1895年に初めて用いた言葉といわれている。